# 亨利·韦杰·哈勒克
亨利·韦杰·哈勒克（英語：Henry Wager Halleck，1815年1月16日—1872年1月9日），美国陆军少将，曾任美国陆军总司令（1862年-1864年）。
哈勒克曾参与过美墨战争，也是美国南北战争时期北方军的高级将领。